# Elliot Easton
Elliot Easton, född Elliot Steinberg 18 december 1953 i Brooklyn, New York, USA, är en amerikansk gitarrist och låtskrivare. Han är främst känd som en av originalmedlemmarna i den amerikanska musikgruppen The Cars där han spelade gitarr 1976–1988 samt i en kortare återförening 2010–2011. Han har även varit medlem i Creedence Clearwater Revisited. Easton utgav ett soloalbum, Change No Change, 1985.
Som medlem i The Cars valdes han in i Rock and Roll Hall of Fame 2018.

## Diskografi
Studioalbum (solo)
- Change No Change (1985)

Studioalbum med The Cars
- The Cars (1978)
- Candy-O (1979)
- Panorama (1980)
- Shake It Up (1981)
- Heartbeat City (1984)
- Door to Door (1987)
- Move Like This (2011)

Studioalbum med Benjamin Orr
- The Lace (1986)

Studioalbum med Elliot Easton's Tiki Gods
- Easton Island (2013)